# Iancu Cârlig
Iancu Cârlig (pseudonimul lui Iancu Burcea; n. 1898 / 1899, Alexandria, județul Teleorman — d. 1981 București) a fost un țambalist virtuoz din România, de etnie romă, activ mai mult în străinătate, în SUA.

## Biografie
S-a născut în anul 1898 / 1899 în Alexandria, județul Teleorman, într-o familie de lăutari. Încă de mic copil acesta începe să îndrăgească și ulterior să învețe să cânte la țambal.
În perioada 1920 - 1930 începe să cânte ca țambalist cu diferite formații pe la mai multe restaurante bucureștene. În această perioadă este cooptat de către naistul Fănică Luca în orchestra sa.
În 1937 participă la Expoziția Universală de la Paris, unde îi însoțește pe violonistul Grigoraș Dinicu și orchestra sa, naistul Fănică Luca, țambalistul Vasile Budișteanu și solistul vocal Zavaidoc.
În 1939 pleacă la New York, cu orchestrele conduse tot de Fănică Luca și Grigoraș Dinicu (deja cunoscut pentru compoziția Hora staccato), unde a reprezentat pavilionul românesc la Expoziția Internațională. La această expoziție are ocazia să o acompanieze pe tânăra cântăreață Maria Tănase și să fie alături de importanți oameni de cultură precum Constantin Brâncuși sau Dimitrie Gusti.
În septembrie 1939, odată cu declanșarea războiului în Europa, expoziția se încheie, toate pavilioanele fiind nevoite să plece. Acesta, în schimb, a preferat să ocolească haosul european, rămânând în New York, împreună cu un alt membru al orchestrei lui Dinicu, naistul George Ștefănescu. În același an înregistrează șase melodii instrumentale la casa de discuri americană Decca.
În 1941 Cârlig este angajat țambalist la Casino Russe (în Hotelul St. Regis), cântând în orchestra violonistului Nicholas Matthey. Cazinoul este închis odată cu intrarea SUA în război, astfel Cârlig fiind nevoit să se mute din New York, mai întâi în Detroit și mai apoi în Chicago. 
În 1953 este angajat la un restaurant grecesc din Chicago. În perioada acestor ani se perindă pe la mai multe restaurante, cântând chiar și la un local unguresc din Manhattan, uimindu-i pe toți cu virtuozitatea sa. 
În 1963 este declarat cetățean de onoare al statului California.
În 1979 se întoarce în țară, după 40 de ani de pribegie prin străinătate, stabilindu-se la București.

## Decesul
Moare în anul 1981 în București, fiind înmormântat în cimitirul din Alexandria.

## Discografie
Iancu Cârlig a înregistrat piese ca solist la țambal, fără acompaniament, la casa de discuri Decca pe 8 noiembrie 1939, la New York.
| An   | Număr de catalog | Format                 | Piese                                                                          |
| 1939 | 18079            | shellac, 30 cm, 78 RPM | Sârba fetițelor (Roumanian Dance) Doina Olteanului (Roumanian Dance)           |
| 1939 | 18080            | shellac, 30 cm, 78 RPM | Chrysanthemums (Russian Song) Cossack Dance                                    |
| 1939 | 18081            | shellac, 30 cm, 78 RPM | Egy Ablankal (Hungarian Serenade) Csarda Scene (Hungarian Folk Song and Dance) |